# 拉多申
51°9′35″N 24°58′40″E / 51.15972°N 24.97778°E
拉多申（烏克蘭語：Радошин），是烏克蘭的村落，位於該國西部沃倫州，由科韋利區負責管轄，面積0.002平方公里，海拔高度181米，2001年人口500，人口密度每平方公里250,000人。